# Abdelaziz Ben Tifour
Abdelaziz ben Tifour - em árabe, عبدالعزيز بن طيفور (Hussein Dey, 25 de julho de 1927 - Argel, 1970) foi um futebolista argelino.
Ele competiu na Copa do Mundo FIFA de 1954, sediada na Suíça. Em uma época onde não existia a Seleção Argelina, uma vez que a Argélia ainda era colônia francesa, jogou pela França, que terminou o mundial na nona colocação dentre os 16 participantes.
Ben Tifour jogou no mundial ao lado de outro árabe de uma colônia francesa na África do Norte, o marroquino Abderrahmane Mahjoub. Posteriormente, Ben Tifour foi um dos principais jogadores argelinos (alguns, convocados pelos Bleus para a Copa do Mundo FIFA de 1958) que, em ato de rebeldia contra o domínio colonial da França, fugiram em abril de 1958 do país (no caso dele, pela fronteira italiana) para atuarem pela seleção da FLN, movimento separatista da Argélia, que vivia guerra de independência desde 1954. Embora com o futebol francês pressionando a FIFA por sanções, esta seleção, precursora da seleção argelina, jogou cerca de noventa partidas até 1962, quando a independência foi reconhecida.